# Limba uigură
Limba uigură (ئۇيغۇر تىلى, Уйғур тили, Uyghur tili sau Uyƣur tili) este o limbă turcică cu peste 10 milioane de vorbitori, vorbită de uiguri în Xinjiang, China. Comunități importante de vorbitori de uigură se află și în Kazahstan și Uzbekistan. Uigura este limbă oficială în Xinjiang și este folosită la scară largă atât în sfera socială, cât și în cea oficială. Uigura este folosită ca lingua franca și de celelalte comunități etnice din Xinjiang.
Uigura aparține ramurii sud-estice a limbilor turcice, care include, de asemenea, limbi precum uzbeca. Asemenea multor altor limbi turcice, uigura prezintă armonie vocalică și aglutinare, nu are gen gramatical și este o limbă SOV. Pe lângă influența altor limbi turcice, uigura a fost influențată de-a lungul timpului de persană și arabă, iar mai recent de mandarină și rusă.
Uigura a fost scrisă inițial cu alfabetul orhon, o scriere runiformă derivată sau inspirată de alfabetul sogdian care, la rândul său, a provenit din alfabetul aramaic. Între secolele VIII și XIV, uigura a fost scrisă cu un alfabet derivat din cel sogdian, cunoscut sub numele de alfabet uigur vechi. Spre deosebire de alfabetul sogdian, care a fost scris de la dreapta la stânga, alfabetul uigur vechi a fost scris de la stânga la dreapta în coloane verticale. Uigura a fost scrisă, de asemenea, cu alfabetul siriac, mai ales în documentele creștine. Din secolul al XVI-lea și până la începutul secolului al XX-lea, uigura a fost scrisă cu o versiune a alfabetului arab cunoscută sub numele de Chagatai. În secolul al XX-lea au fost adoptate mai multe versiuni ale alfabetelor latin și chirilic. Totuși, alfabetul latin s-a dovedit nepopular, astfel că, în 1987, alfabetul arab a fost restabilit ca alfabet oficial al limbii uigure în China.

## Dialecte
Este larg acceptat faptul că uigura are trei dialecte principale. La rândul lor, aceste dialecte au un număr de subdialecte, care sunt reciproc inteligibile într-o oarecare măsură.
| Central  | Vorbit într-o zonă care se întinde de la Kumul spre sud, la Yarkand    |
| Sudic    | Vorbit într-o zonă care se întinde de la Guma spre est, la Qakilik     |
| Oriental | Vorbit într-o zonă care se întinde de la Qakilik spre nord, la Qongköl |

Dialectele centrale sunt vorbite de 90% din populația vorbitoare de uigură, în timp ce celelalte două ramuri dialectale sunt vorbite de o minoritate relativ mică. Apofonia este comună în părțile nordice ale regiunilor vorbitoare de uigură, dar nu în cele sudice.

## Statut
Limba uigură este vorbită de peste 10 milioane de oameni. Pe lângă faptul că este vorbită preponderent în Regiunea Autonomă Uigură Xinjiang din vestul Chinei, în special de către uiguri, limba uigură este, de asemenea, vorbită de aproximativ 300.000 de oameni în Kazahstan (1993), 90.000 de oameni în Kirghizstan și Uzbekistan (1998), 3.000 în Afganistan (1982) și 1.000 în Mongolia (1982). Comunități mai mici există și în Albania, Arabia Saudită, Australia, Belgia, Canada, Germania, Indonezia, Marea Britanie, Pakistan, Statele Unite (în special New York), Suedia, Tadjikistan, Taiwan și Turcia.
Uigurii sunt unul din cele 56 de grupuri etnice recunoscute în China, iar uigura este limbă oficială în Regiunea Autonomă Uigură Xinjiang, alături de chineza standard. Ca urmare, uigura poate fi auzită în majoritatea domeniilor sociale din Xinjiang, dar și în școli, clădiri guvernamentale și instanțe. Dintre celelalte minorități etnice din Xinjiang, cele suficient de numeroase pentru a avea propriile prefecturi autonome, precum kazahii și kârgâzii, au acces la educație și servicii guvernamentale în limba maternă. Minoritățile mai mici (de exemplu, sibe, tadjicii, daurii și rușii) nu au alternativă, astfel că trebuie să urmeze gimnaziul și liceul în uigură. În unele cazuri, părinții uiguri decid să-și înscrie copiii la școlile cu predare în mandarină în defavoarea celor cu predare în uigură, datorită calității mai bune a educației oferite, astfel că mulți copii uiguri au dificultăți în a învăța limba lor maternă.

## Fonologie

### Consoane
|           | Labială | Labială | Dentală | Dentală | Post- alveolară | Post- alveolară | Velară | Velară | Uvulară | Uvulară | Glotală | Glotală |
| --------- | ------- | ------- | ------- | ------- | --------------- | --------------- | ------ | ------ | ------- | ------- | ------- | ------- |
| Nazală    |         | [m]     |         | [n̪]     |                 |                 |        | [ŋ]    |         |         |         |         |
| Plozivă   | [p]     | [b]     | [t̪]     | [d̪]     | [tʃ]            | [dʒ]            | [k]    | [ɡ]    | [q]     |         | [ʔ]     |         |
| Fricativă | [f]     | ([v])   | [s]     | [z]     | [ʃ]             | [ʒ]             |        |        | [χ]     | [ʁ]     | [h]     |         |
| Vibrantă  |         |         |         | [r]     |                 |                 |        |        |         |         |         |         |
| Sonantă   |         |         |         | [l]     |                 | [j]             |        | [w]    |         |         |         |         |

### Vocale
Vocalele limbii uigure sunt, în ordine alfabetică (în scrierea latină): ⟨a⟩, ⟨e⟩, ⟨ë⟩, ⟨i⟩, ⟨o⟩, ⟨ö⟩, ⟨u⟩ și ⟨ü⟩. În limba uigură nu există diftongi, iar atunci când două vocale apar alăturate într-un cuvânt, lucru întâlnit în unele împrumuturi, fiecare vocală își păstrează propriul sunet.
|          | Anterioară  | Anterioară | Posterioară  | Posterioară |
|          | Nerotunjită | Rotunjită  | Nerotunjită  | Rotunjită   |
| -------- | ----------- | ---------- | ------------ | ----------- |
| Închisă  | [i], [ɪ]    | [y], [ʏ]   | ([ɨ]), ([ɯ]) | [ʊ], [u]    |
| Mijlocie | [e]         |            | ([ɤ])        | [o]         |
| Deschisă | [ɛ], [æ]    | [œ]        | [ʌ], [ɑ]     | [ɔ]         |

## Ortografie
În tabelul de mai jos sunt listate literele celor patru alfabete ale limbii uigure aflate în uz, împreună cu o transcriere fonetică a acestora în Alfabetul Fonetic Internațional.
| #  | AFI       | UEY | USY | UYY | ULY   |    | #         | AFI | UEY | USY   | UYY                | ULY |
| -- | --------- | --- | --- | --- | ----- | -- | --------- | --- | --- | ----- | ------------------ | --- |
| 1  | /ɑ/       | ئا  | А а | A a | A a   | 17 | /q/       | ق   | Қ қ | Ⱪ ⱪ   | Q q                |     |
| 2  | /ɛ/ ~ /æ/ | ئە  | Ә ә | Ə ə | E e   | 18 | /k/       | ك   | К к | K k   | K k                |     |
| 3  | /b/       | ب   | Б б | B b | B b   | 19 | /ɡ/       | گ   | Г г | G g   | G g                |     |
| 4  | /p/       | پ   | П п | P p | P p   | 20 | /ŋ/       | ڭ   | Ң ң | Ng ng | Ng ng              |     |
| 5  | /t/       | ت   | Т т | T t | T t   | 21 | /l/       | ل   | Л л | L l   | L l                |     |
| 6  | /dʒ/      | ج   | Җ җ | J j | J j   | 22 | /m/       | م   | М м | M m   | M m                |     |
| 7  | /tʃ/      | چ   | Ч ч | Q q | Ch ch | 23 | /n/       | ن   | Н н | N n   | N n                |     |
| 8  | /χ/       | خ   | Х х | H h | X x   | 24 | /h/       | ھ   | Һ һ | Ⱨ ⱨ   | H h                |     |
| 9  | /d/       | د   | Д д | D d | D d   | 25 | /o/       | ئو  | О о | O o   | O o                |     |
| 10 | /r/       | ر   | Р р | R r | R r   | 26 | /u/       | ئۇ  | У у | U u   | U u                |     |
| 11 | /z/       | ز   | З з | Z z | Z z   | 27 | /ø/       | ئۆ  | Ө ө | Ɵ ɵ   | Ö ö                |     |
| 12 | /ʒ/       | ژ   | Ж ж | Ⱬ ⱬ | Zh zh | 28 | /y/       | ئۈ  | Ү ү | Ü ü   | Ü ü                |     |
| 13 | /s/       | س   | С с | S s | S s   | 29 | /v/ ~ /w/ | ۋ   | В в | V v   | W w                |     |
| 14 | /ʃ/       | ش   | Ш ш | X x | Sh sh | 30 | /e/       | ئې  | Е е | E e   | Ë ë (anterior É é) |     |
| 15 | /ʁ/       | غ   | Ғ ғ | Ƣ ƣ | Gh gh | 31 | /ɪ/ ~ /i/ | ئى  | И и | I i   | I i                |     |
| 16 | /f/       | ف   | Ф ф | F f | F f   | 32 | /j/       | ي   | Й й | Y y   | Y y                |     |